# Andrew Lloyd Webber
Andrew Lloyd Webber   (Kensington, 22 de març de 1948) KG és un compositor i empresari anglès de teatre musical. Diversos dels seus musicals han funcionant durant més d'una dècada tant al West End com a Broadway. Ha compost 21 musicals, un cicle de cançons, un conjunt de variacions, dues músiques per a cinema i una missa de rèquiem en llatí.

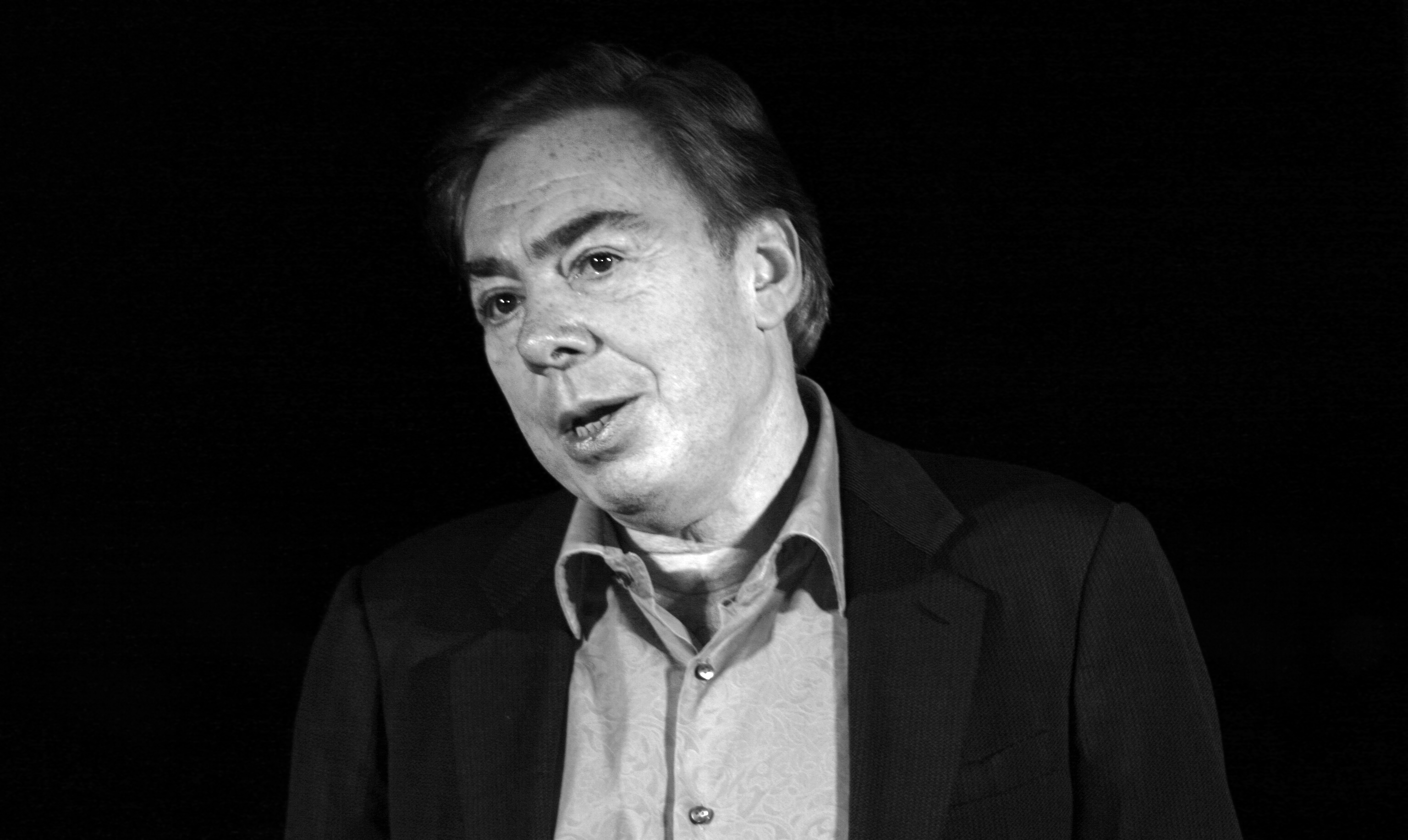
Andrew Lloyd Webber

Diverses de les seves cançons han estat àmpliament enregistrades i han tingut èxit fora del context pel que es van crear, com ara "The Music of the Night" (La música de la nit) i "All I Ask of You" (Tot el que et demano) de The Phantom of the Opera, " I Don't Know How to Love Him" (No sé com estimar) "de Jesucrist Superstar ,"Don't Cry for Me Argentina" (No ploris per mi Argentina) d'Evita ,"Any Dream Will Do" (Qualsevol somni ho farà) de Joseph and the Amazing Technicolor Dreamcoat (Joseph i l'increïble abric en technicolor) i "Memory" (Memòria) de Cats. El 2001, el New York Times es referia a ell com "el compositor amb més èxit comercial de la història".The Daily Telegraph el va classificar com la "cinquena persona més poderosa de la cultura britànica" el 2008, amb el lletrista Don Black va escriure que "Andrew va reinventar el musical de forma més o menys individual".
Ha rebut diversos premis, inclòs un cavaller el 1992, el suport de la noblesa i la reina Isabel II pel servei a les arts, sis Tonys, tres Grammy (a més del Grammy Legend Award), un Oscar, catorze Ivor Novello Premis, set premis Olivier, un Globus d’Or, un Brit Award, el Kennedy Center Honours 2006, el Classic Brit Award 2008 per una contribució destacada a la música i un premi Emmy. És una de les setze persones que ha guanyat un Oscar, un Emmy, un Grammy i un Tony. Té una estrella al Passeig de la Fama de Hollywood, va ser incorporat al Songwriter's Hall of Fame i és membre de l'Acadèmia Britànica de Compositors, Autors i Autors.
La seva companyia, Really Useful Group, és un dels operadors teatrals més grans de Londres. Productors de diverses parts del Regne Unit han realitzat produccions, incloses gires nacionals, dels musicals de Lloyd Webber amb llicència del Really Useful Group. Lloyd Webber és també el president de les Arts Educational Schools de Londres, una escola d'arts escèniques situada a Chiswick, a l'oest de Londres. Participa en diverses activitats benèfiques, incloses la Fundació Elton John AIDS, Nordoff Robbins, Prostate Cancer UK i War Child. El 1992 va fundar la Andrew Lloyd Webber Foundation, que dona suport a les arts, la cultura i el patrimoni al Regne Unit.

## Primera vida

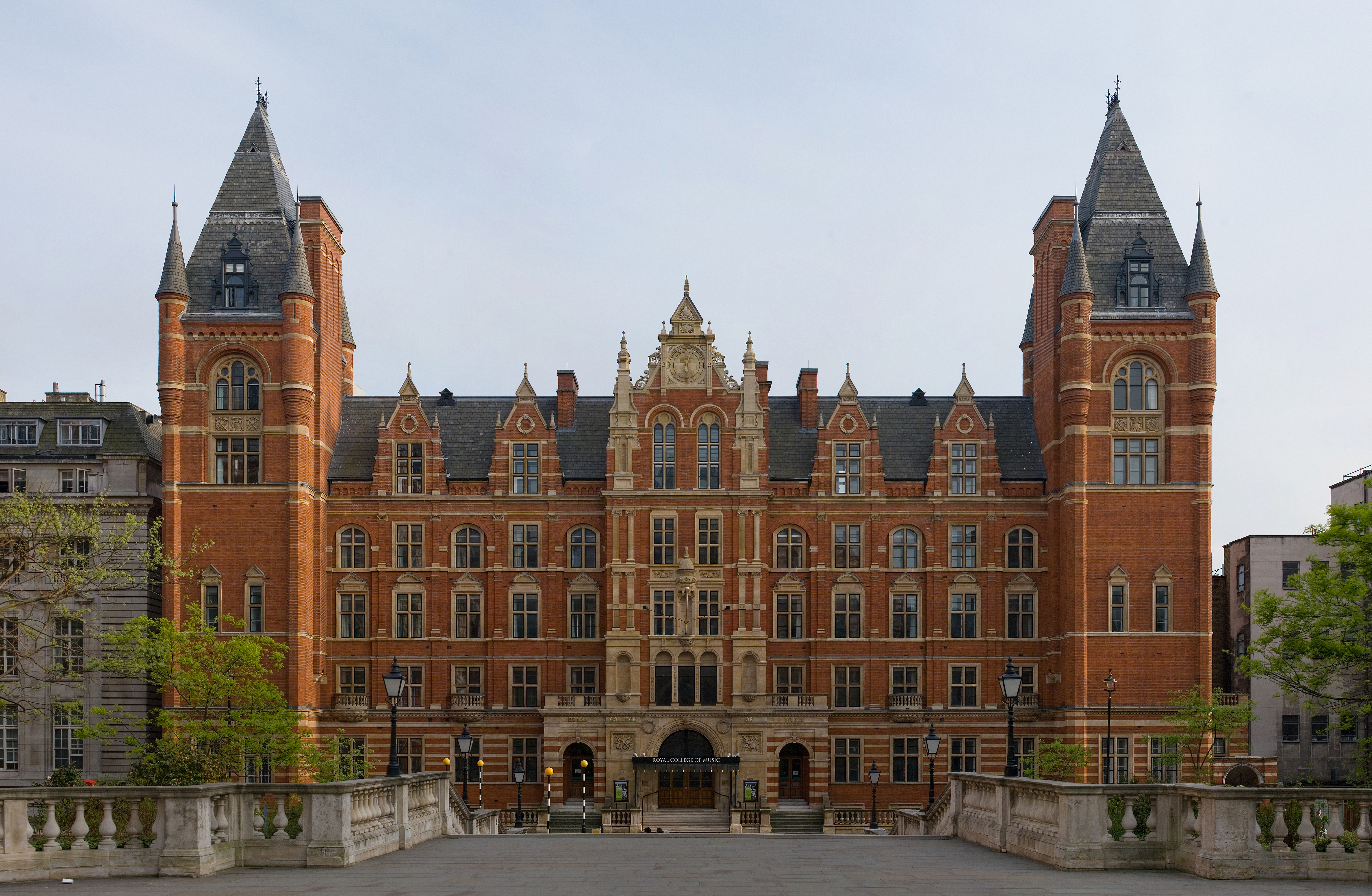
Lloyd Webber va estudiar al Royal College of Music de Londres. El 2014 va ser distingit per la seva "contribució a la vida musical" amb un doctorat honoris causa per la universitat.

Andrew Lloyd Webber va néixer a Kensington, Londres, fill gran de William Lloyd Webber (1914-1982), compositor i organista, i de Jean Hermione Johnstone (1921-1993), violinista i pianista. El seu germà petit, Julian Lloyd Webber, és un violoncel·lista solista de fama mundial.
Lloyd Webber va començar a escriure la seva pròpia música des de jove: una suite de sis peces als nou anys. També va muntar "produccions" amb Julian i la seva tia Viola al seu teatre de joguines (que va construir a proposta de Viola). La seva tia Viola, actriu, el va portar a veure molts dels seus espectacles i per la porta de l'escenari al món del teatre. El seu pare el va inscriure com a estudiant a temps parcial a l'Escola de Música Eric Gilder a la primavera de 1963. En aquest moment treballava en un musical sobre Genguis Kan anomenat Westonia!, i també havia musicat Old Possum's Book of Practical Cats.
El 1965, Lloyd Webber era becari de la reina a la Westminster School i va estudiar història durant un període al Magdalen College, Oxford, tot i que va abandonar el curs a l'hivern de 1965 per estudiar al Royal College of Music i perseguir el seu interès pel teatre musical.

## Carrera professional

### Primers anys
El 1965, quan Lloyd Webber era un compositor de teatre musical de 17 anys, va conèixer l'aspirant a escriptor de cançons pop Tim Rice, de 20 anys. La seva primera col·laboració va ser The Likes of Us, un musical basat en la història real de Thomas John Barnardo. Van produir una cinta de demostració d'aquest treball el 1966, però el projecte no va aconseguir un suport.
Tot i que va ser compost el 1965, The Likes of Us no es va representar públicament fins al 2005, quan es va representar una producció al Sydmonton Festival de Lloyd Webber. El 2008, la National Operatic and Dramatic Association (NODA) va alliberar els drets dels aficionats en associació amb la Really Useful Group. La primera actuació aficionada va ser a càrrec d'un grup de teatre infantil a Cornualla anomenat "Kidz R Us". Estilísticament, The Likes of Us es configura segons el musical de Broadway dels anys quaranta i cinquanta; s'obre amb una obertura tradicional que inclou una combinació de melodies de l'espectacle, i la partitura reflecteix algunes de les primeres influències de Lloyd Webber, en particular Richard Rodgers, Frederick Loewe i Lionel Bart. En aquest sentit, és notablement diferent de l'obra posterior del compositor, que tendeix a ser predominant o totalment integrada, i més pròxima en la seva forma a l'òpera que al musical de Broadway.
L'estiu de 1967, Alan Doggett, un amic de la família Lloyd Webbers que havia ajudat a The Likes of Us i que era el professor de música de la Colet Court school de Londres, va encarregar a Lloyd Webber i Rice que escrivissin una peça per al cor de l'escola. Doggett va sol·licitar una "cantata pop" seguint la idea de Herbert Chappell a The Daniel Jazz (1963) o Jonah-Man Jazz de Michael Hurd (1966), totes dues havien estat publicades per Novello i es basaven en narracions de l'Antic Testament. La sol·licitud de la nova peça va arribar amb 100 guineers com a avançament per part de Novello. Això va donar lloc a Joseph and the Amazing Technicolor Dreamcoat, un relat de la història bíblica de Josep, a on Lloyd Webber i Rice feien un pastix amb humor diversos estils de música pop com el rock'n'roll a l'estil d'Elvis, el calypso i la música country. Joseph va començar la seva vida com una cantata curta que va obtenir cert reconeixement en la seva segona posada en escena amb una crítica favorable a The Times. Per a les seves actuacions posteriors, Rice i Lloyd Webber van revisar l'espectacle i van afegir noves cançons per ampliar-lo a una durada més substancial. L'expansió continuada va acabar culminant amb un musical escènic del 1972 i després una producció de dues hores de durada que es va representar al West End el 1973 després de l'èxit de Jesus Christ Superstar.
El 1969, Rice i Lloyd Webber van escriure una cançó per al Festival d'Eurovisió anomenada "Try It and See", que no va ser seleccionada. Amb lletres reescrites es va convertir en la "King Herod's Song" en el seu tercer musical, Jesus Christ Superstar (1970). El seguiment previst a Jesus Christ Superstar va ser una comèdia musical basada en les novel·les de Jeeves and Wooster de P. G. Wodehouse. Tim Rice no estava segur sobre aquesta aventura, en part per la seva preocupació perquè no pogués fer justícia a les novel·les que tant admiraven ell i Lloyd Webber. Rice es va retirar del projecte i Lloyd Webber va escriure posteriorment el musical Jeeves amb Alan Ayckbourn, que va proporcionar el llibret i les lletres. Jeeves no va tenir cap impacte a les taquilles i va tancar després de només 38 actuacions al West End el 1975. Molts anys després, Lloyd Webber i Ayckbourn van tornar a revisar aquest projecte, produint un treball completament reelaborat i més versió reeixida titulada By Jeeves (1996).

### A mitjans dels anys setanta

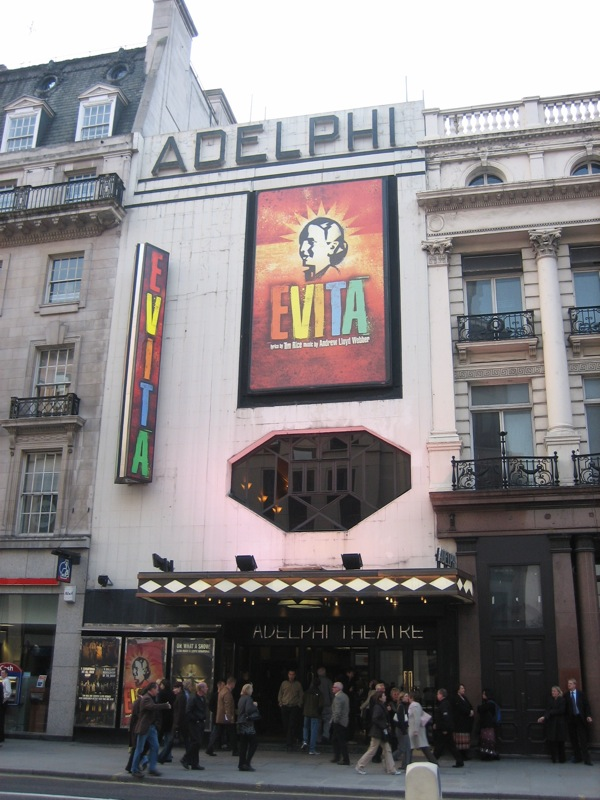
Evita al teatre Adelphi del West End. Lloyd Webber va comprar el teatre el 1993. El vídeo del 1998 de Cats es va rodar allà

Lloyd Webber va col·laborar de nou amb Rice per escriure Evita (1978 a Londres / 1979 als Estats Units), un musical basat en la vida d'Eva Perón. Igual que amb Jesus Christ Superstar, Evita es va llançar primer com a àlbum conceptual (1976) i va comptar amb Julie Covington cantant la part d'Eva Perón. La cançó "Don't Cry for Me Argentina" es va convertir en un single d'èxit i el musical es va representar al Prince Edward Theatre del West End en una producció dirigida per Harold Prince i protagonitzada per Elaine Paige en el paper principal.
Patti LuPone va crear el paper d'Eva a Broadway pel qual va guanyar un Tony. Evita va ser un espectacle d'èxit que va durar deu anys al West End. Es va traslladar a Broadway el 1979. Rice i Lloyd Webber es van separar poc després d'Evita, tot i que han treballat junts esporàdicament els anys següents.
El 1978, Lloyd Webber es va embarcar en un projecte en solitari, Variations, amb el seu germà violoncel·lista Julian basat en el 24è Caprici de Paganini, que va arribar al número dos de la llista d'àlbums pop al Regne Unit. El tema principal es va utilitzar com a sintonia del llançament de South Bank Show d'ITV durant 32 anys. El mateix any, Lloyd Webber també va compondre una nova sintonia temàtica per a la llarga sèrie documental Whicker's World, que es va utilitzar del 1978 al 1980.

### Anys vuitanta
Lloyd Webber va ser el tema de This Is Your Life novembre de 1980, quan va ser sorprès per Eamonn Andrews al vestíbul dels estudis Euston Road de la Thames Television a Londres. El programa de televisió el guardonaria una segona vegada el novembre de 1994 quan Michael Aspel el va sorprendre al teatre Adelphi del West End.

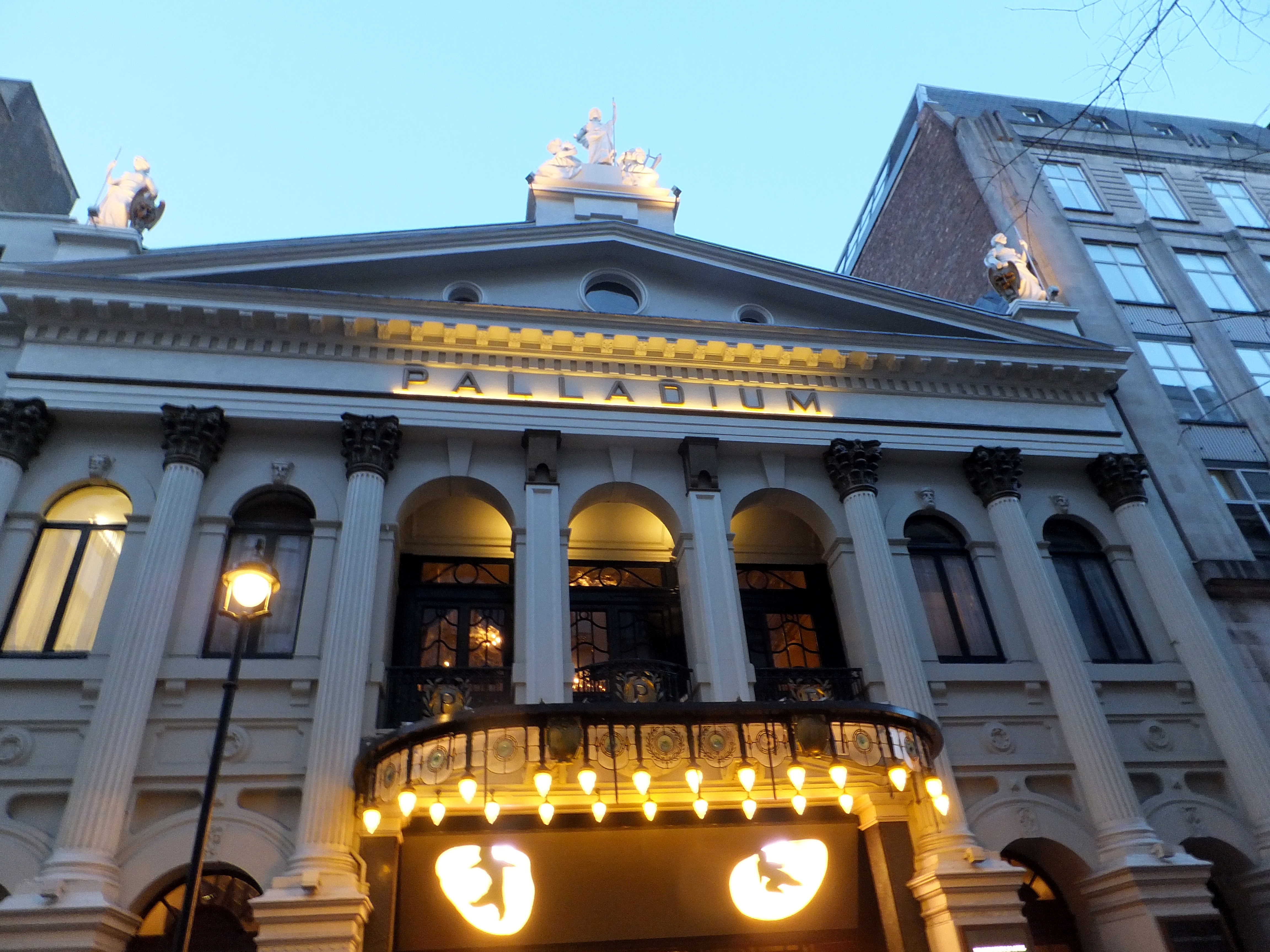
Cats al London Palladium

Lloyd Webber es va embarcar en el seu proper projecte sense lletrista, recorrent a la poesia de T. S. Eliot. Cats (1981) (1981) s'havia de convertir en el musical més longeu de Londres, on va funcionar durant 21 anys abans de tancar. A Broadway, Cats va funcionar durant 18 anys, un rècord que finalment es trencaria amb un altre musical de Lloyd Webber, The Phantom of the Opera. Elaine Paige va col·laborar de nou amb Lloyd Webber, originant el paper de Grizabella, i va tenir un èxit del Top 10 del Regne Unit amb "Memory".
Starlight Express (1984) va ser un èxit comercial, però va rebre crítiques negatives per part de la crítica. Va tenir 7.409 representacions a Londres, cosa que el converteix en el novè espectacle del West End més longeu. Va funcionar durant menys de dos anys a Broadway. L'espectacle també ha vist dues gires pels Estats Units, així com una producció australiana / japonesa, una producció de tres anys de gira pel Regne Unit, que es va transferir a Nova Zelanda més endavant el 2009. L'espectacle també funciona a temps complet en un teatre fet a mida. a Bochum, Alemanya, on funciona des del 1988.
Lloyd Webber va escriure una missa de rèquiem dedicada al seu pare, William, que havia mort el 1982. Es va estrenar a l'església St. Thomas de Nova York el 24 de febrer de 1985. La música eclesiàstica havia estat part de la formació del compositor i la composició estava inspirada en un article que havia llegit sobre la situació dels orfes cambodjans. Lloyd Webber va escriure en diverses ocasions música sacra per al Festival anual de Sydmonton. Lloyd Webber va rebre un premi Grammy el 1986 pel Rèquiem en la categoria de millor composició clàssica. Pie Jesu, del Requiem, va assolir una alta posició a la llista de singles del Regne Unit. Potser a causa de la seva gran orquestració, les actuacions en directe del Rèquiem són rares.

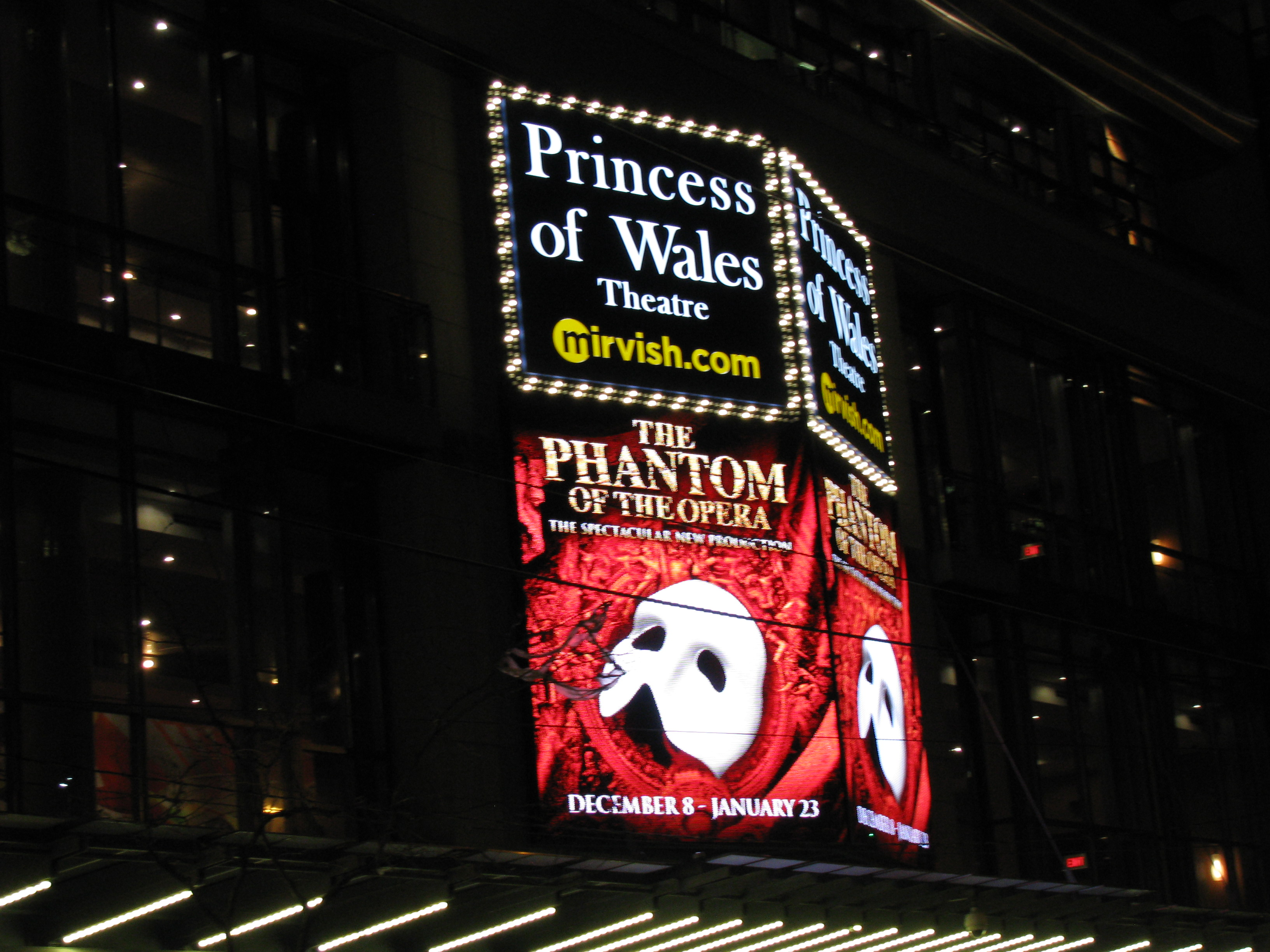
The Phantom of the Opera al teatre Princess of Wales, Toronto

El 1986, el príncep Eduard, el fill petit de la reina Elisabet II, va encarregar un curt musical a Lloyd Webber i Rice per a la celebració dels 60 anys de la seva mare. Cricket (1986), també anomenat Cricket (Hearts and Wickets), va reunir Lloyd Webber amb Rice per crear aquest curt musical per a l'aniversari de la Reina, interpretat per primera vegada al castell de Windsor. Diverses de les cançons es van utilitzar més tard per a Aspects of Love i Sunset Boulevard.
Lloyd Webber també va estrenar The Phantom of the Opera al Her Majesty's Theatre al West End el 1986, inspirat en la novel·la de Gaston Leroux de 1911. Va escriure el paper de Christine per a la seva llavors esposa, Sarah Brightman, que va interpretar el paper en les produccions originals de Londres i Broadway al costat de Michael Crawford com a Phantom. La producció va ser dirigida per Harold Prince, que també havia dirigit anteriorment Evita. Charles Hart va escriure les lletres de Phantom amb algun material addicional proporcionat per Richard Stilgoe, amb qui Lloyd Webber va coescriure el llibre del musical. Es va convertir en un èxit i encara funciona tant al West End com a Broadway; el gener del 2006 va superar Cats com l'espectacle més longeu de Broadway. L'11 de febrer de 2012, Phantom of the Opera va fer la funció número 10.000 a Broadway. Amb més de 13.400 funcions a Londres, és el segon musical del West End més longeu.
Aspects of Love el va seguir el 1989, un musical basat en la història de David Garnett. Les lletres eren de Don Black i Charles Hart i la producció original estava dirigida per Trevor Nunn. Aspects va tenir una durada de quatre anys a Londres, però va tancar després de menys d'un any a Broadway. Des d'aleshores ha fet una gira pel Regne Unit. És famosa per la cançó "Love Changes Everything", que va ser interpretada per Michael Ball tant en el repartiment del West End com de Broadway. Va romandre a la llista de singles del Regne Unit durant 14 setmanes, arribant al número 2 i convertint-se en la melodia de Ball.

### 1990s

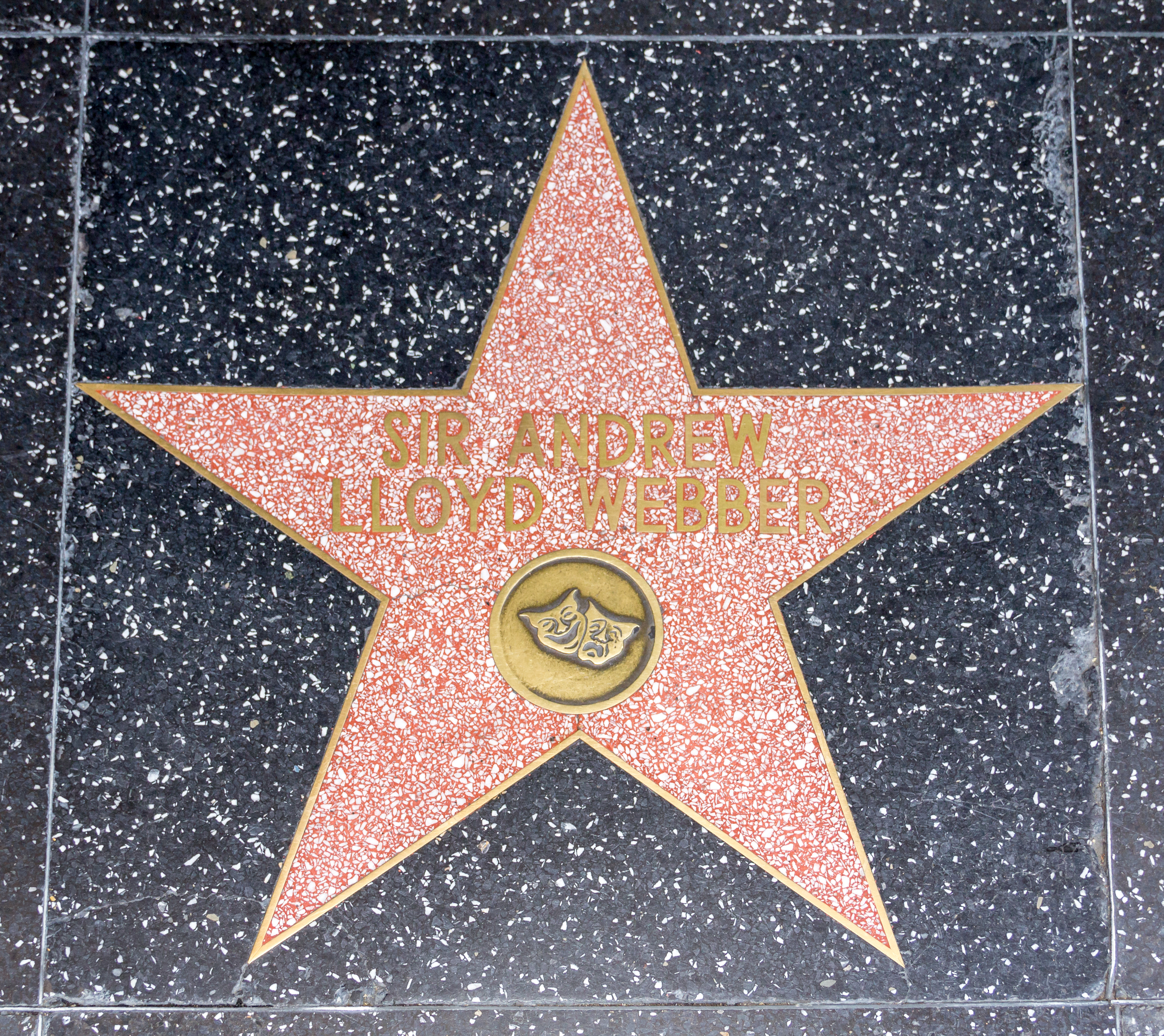
Lloyd Webber va ser guardonat amb una estrella al Passeig de la Fama de Hollywood el 1993 per la seva contribució al teatre en directe.

A Lloyd Webber se li va demanar que escrivís una cançó per als Jocs Olímpics de Barcelona del 1992 i va compondre "Amigos Para Siempre - Friends for Life" amb Don Black proporcionant la lletra. Aquesta cançó va ser interpretada per Sarah Brightman i José Carreras i va sonar a les cerimònies d'inauguració i cloenda dels Jocs.
Lloyd Webber s'havia jugat amb la idea d'escriure un musical basat en l'aclamada pel·lícula de Billy Wilder, Sunset Boulevard, des de principis de la dècada de 1970, quan va veure la pel·lícula, però el projecte no va arribar a bon port fins al final de Aspects of Love quan el compositor finalment va aconseguir assegurar els drets de Paramount Pictures, El compositor va treballar amb dos col·laboradors, tal com havia fet a Aspects of Love; aquesta vegada Christopher Hampton i Don Black van compartir el mateix crèdit pel llibre i les lletres. Sunset Boulevard es va estrenar al teatre Adelphi de Londres el 12 de juliol de 1993 i va fer 1.529 representacions. Malgrat la popularitat del programa i la seva extensa carrera al West End de Londres, va perdre diners a causa de la gran despesa de la producció.
El 1994, Sunset Boulevard es va convertir en un xou de Broadway amb èxit, estrenant-se amb el major avanç de la història de Broadway i guanyant set premis Tony aquell any. Tot i això, en tancar-se el 1997, "no havia recuperat la inversió reportada de 13 milions de dòlars". Del 1995 al 2000, Lloyd Webber va escriure la columna "Matters of Taste" a The Daily Telegraph on va revisar restaurants i hotels, i van ser il·lustrats per Lucinda Rogers.
El 1998, Lloyd Webber va llançar una versió cinematogràfica de Cats, que es va filmar a l'Adelphi Theatre de Londres. David Mallet va dirigir la pel·lícula i Gillian Lynne la va coreografiar. El repartiment estava format per intèrprets que havien estat a l'espectacle abans, inclosos Ken Page (l'Old Deuteronomy original a Broadway), Elaine Paige (la Grizabella original a Londres) i John Mills com a Gus: the Theatre Cat
El 1998 va estrenar Whistle Down the Wind, un musical escrit amb lletres subministrades per Jim Steinman. Lloyd Webber, que va estrenar originalment a Washington, no estava satisfet amb el càsting ni amb la producció de Harold Prince i va ser posteriorment revisat per a una posada en escena a Londres dirigida per Gale Edwards. La producció va incloure l' èxit número u de Boyzone "No Matter What", que va romandre al capdamunt de les llistes britàniques durant tres setmanes. El seu The Beautiful Game es va estrenar a Londres i mai s'ha vist a Broadway. L'espectacle va tenir una respectable carrera al The Cambridge Theatre de Londres. L'espectacle s'ha tornat a treballar en un nou musical, The Boys in the Photograph, que es va estrenar al Liverpool Institute for Performing Arts a l'abril de 2008.

### Anys 2000
Havent aconseguit un gran èxit popular en teatre musical, Lloyd Webber va ser anomenat pel The New York Times el 2001 com "el compositor amb més èxit comercial de la història". El 2002 es va convertir en productor, portant el musical Bombay Dreams a Londres. Amb música del compositor de música índia A.R. Rahman i lletres de Don Black, va funcionar durant dos anys al teatre Apollo Victoria. Una producció revisada de Broadway al Broadway Theatre dos anys més tard es va presentar només amb 284 representacions.
El 16 de setembre de 2004 es va obrir la producció de The Woman in White al Palace Theatre de Londres. Va durar 19 mesos i 500 representacions. Una producció revisada es va obrir a Broadway al teatre Marquis el 17 de novembre de 2005. Va obtenir opinions mixtes de la crítica, en part a causa de les freqüents absències de l'estrella del programa Maria Friedman a causa del tractament contra el càncer de mama, que va tancar només un breu tres mesos després el 19 de febrer del 2006.
Lloyd Webber va produir una posada en escena de The Sound of Music, que va debutar el novembre del 2006. Va prendre la controvertida decisió d'escollir una desconeguda per interpretar a la protagonista, Maria, que va ser trobada a través del reality de la BBC How Do You Solve a Problem like Maria?, en què era jutge. La guanyadora del programa va ser Connie Fisher.

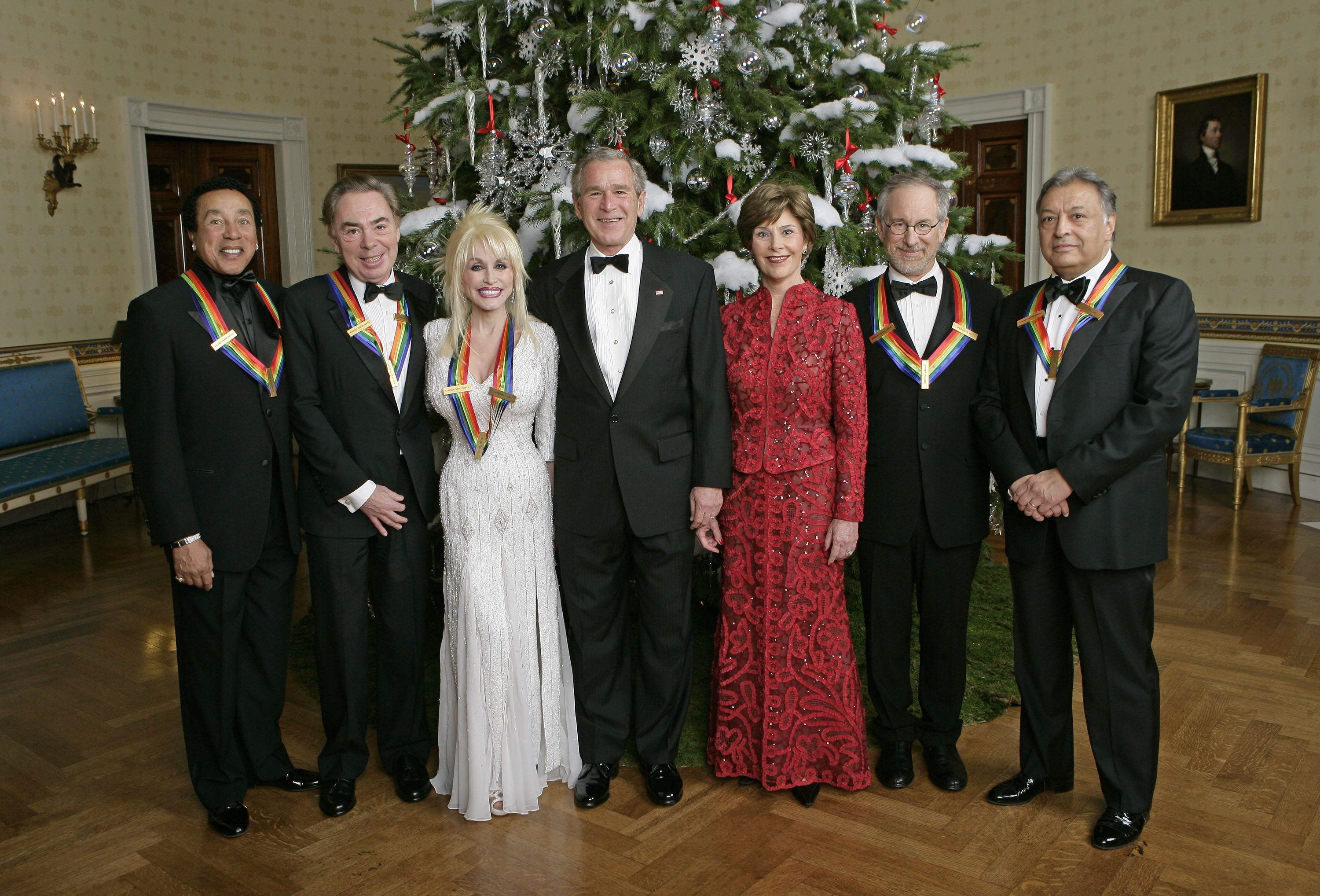
El president nord-americà George W. Bush i la primera dama Laura Bush es troben amb els honorats pel Kennedy Center homenatjat a la sala blava de la Casa Blanca durant una recepció el diumenge 3 de desembre de 2006. A l'esquerra, són: el cantant i compositor William "Smokey" Robinson; Andrew Lloyd Webber; la cantant country Dolly Parton; el director de cinema Steven Spielberg i el director d'orquestra Zubin Mehta.

Un projecte del 2006, The Master and Margarita, va ser abandonat el 2007. El setembre del 2006, Lloyd Webber va ser nomenat destinatari del Kennedy Center Honors amb Zubin Mehta, Dolly Parton, Steven Spielberg i Smokey Robinson. Va ser reconegut per la seva destacada contribució a les arts escèniques nord-americanes. Va assistir a la cerimònia el 3 de desembre de 2006; es va emetre el 26 de desembre de 2006. L'11 de febrer de 2007, Lloyd Webber va ser presentat com a jutge convidat al reality Grease: You're the One that I Want!. Tots els concursants van cantar "The Phantom of the Opera".
Entre abril i juny del 2007 va aparèixer a Any Dream Will Do! a la BBC One, que seguia el mateix format que How Do You Solve a Problem Like Maria?. El seu objectiu era trobar un nou Joseph per a la seve nova producció de Joseph and the Amazing Technicolor Dreamcoat. Lee Mead guanyar el concurs després de deixar el seu paper en el conjunt - i com a suplent a The Phantom of the Opera - per competir pel paper. La votació telefònica dels espectadors durant la sèrie va recaptar més de 500.000 lliures esterlines per a la apel·lació benèfica Children in Need de la BBC, segons el presentador Graham Norton en antena durant la final.
El 2007, el gat de Lloyd Webber, Otto, va saltar al seu piano Clavinova i "va destruir tota la partitura del nou" Fantasma "d'un sol cop". El fantasma en qüestió era The Phantom of Manhattan, una seqüela prevista de The Phantom of the Opera.
L'1 de juliol de 2007, Lloyd Webber va presentar fragments dels seus musicals en el marc del Concert for Diana celebrat al Wembley Stadium de Londres, un esdeveniment organitzat per celebrar la vida de la princesa Diana gairebé deu anys després de la seva mort. La BBC Radio 2 va emetre un concert de música dels musicals de Lloyd Webber el 24 d'agost de 2007. Denise Van Outen va presentar cançons de Whistle Down the Wind, The Beautiful Game, Tell Me on a Sunday, The Woman in White, Evita i Joseph and the Amazing Technicolor Dreamcoat - així com The Sound of Music de Rodgers i Hammerstein, que Lloyd Webber va recuperar el 2006 al London Palladium i el musical de 2002 Bombay Dreams.

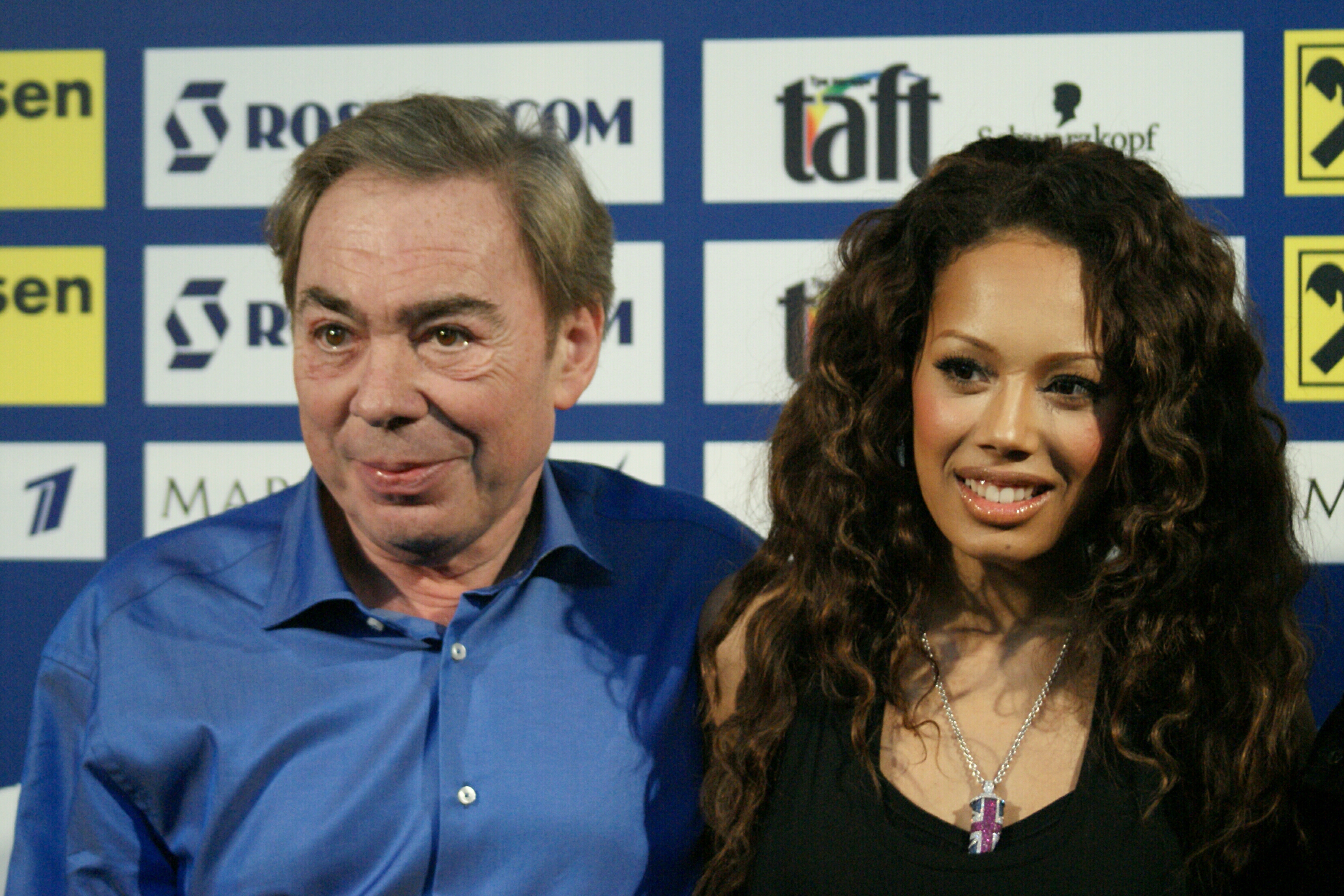
Lloyd Webber i la concursant britànica d'Eurovisió, Jade Ewen

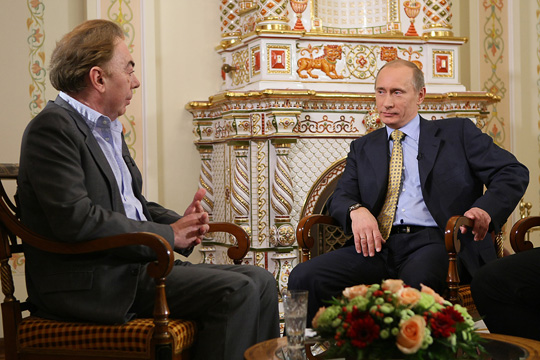
Lloyd Webber i el president rus Vladímir Putin abans del Festival d'Eurovisió de 2009 a Moscou

L'abril de 2008, Lloyd Webber va tornar a reprendre el seu paper de jutge, aquesta vegada al programa de talent musical de la BBC I'd Do Anything. L'espectacle va seguir un format similar a el dels seus Maria i Josep predecessors, aquest cop amb la recerca d'una actriu per interpretar el paper de Nancy, en una producció de West End d'Oliver! de Lionel Bart, un musical basat en la novel·la Oliver Twist de Charles Dickens. El programa també va incloure una cerca de tres joves actors per interpretar i compartir el paper del personatge principal, però el programa es va centrar principalment en la recerca de Nancy. El paper va ser guanyat per Jodie Prenger malgrat la declarada preferència de Lloyd Webber per un dels altres concursants; els guanyadors del paper d'Oliver van ser Harry Stott, Gwion Wyn-Jones i Laurence Jeffcoate. També a l'abril de 2008, Lloyd Webber va aparèixer al programa de talent nord-americà American Idol, actuant com a mentor quan els 6 finalistes van haver de seleccionar una de les seves cançons per interpretar-la per als jutges aquella setmana.
Lloyd Webber va acceptar el repte de gestionar la cançó que el Regne Unit presentaria al concurs d'Eurovisió de 2009, que se celebrarà a Moscou. A principis del 2009 es va emetre una sèrie, anomenada Eurovision: Your Country Needs You, per trobar un intèrpret d'una cançó que compondria per a la competició. Jade Ewen va guanyar el dret a representar Gran Bretanya, guanyant amb "It's My Time", de Lloyd Webber i Diane Warren. Al concurs, Lloyd Webber la va acompanyar al piano durant la representació. El Regne Unit va acabar cinquè en el concurs.
El 8 d'octubre de 2009, Lloyd Webber va presentar el musical Love Never Dies en una roda de premsa celebrada al Her Majesty's Theatre, on el Phantom original funciona des del 1986. També hi eren Sierra Boggess, que havia estat elegida com Christine Daaé, i Ramin Karimloo, que va interpretar Phantom, un paper que havia interpretat recentment al West End.

### 2010s
Després de l'estrena de Love Never Dies, Lloyd Webber va començar de nou a buscar un nou intèrpret de teatre musical a la sèrie de la BBC One Over the Rainbow. Va escollir la guanyadora, Danielle Hope, in en el paper de Dorothy, i un gos per interpretar a Toto en la seva propera producció escènica de The Wizard of Oz. Ell i el lletrista i compositor Tim Rice van escriure diverses cançons noves per a la producció per complementar les cançons de la pel·lícula.

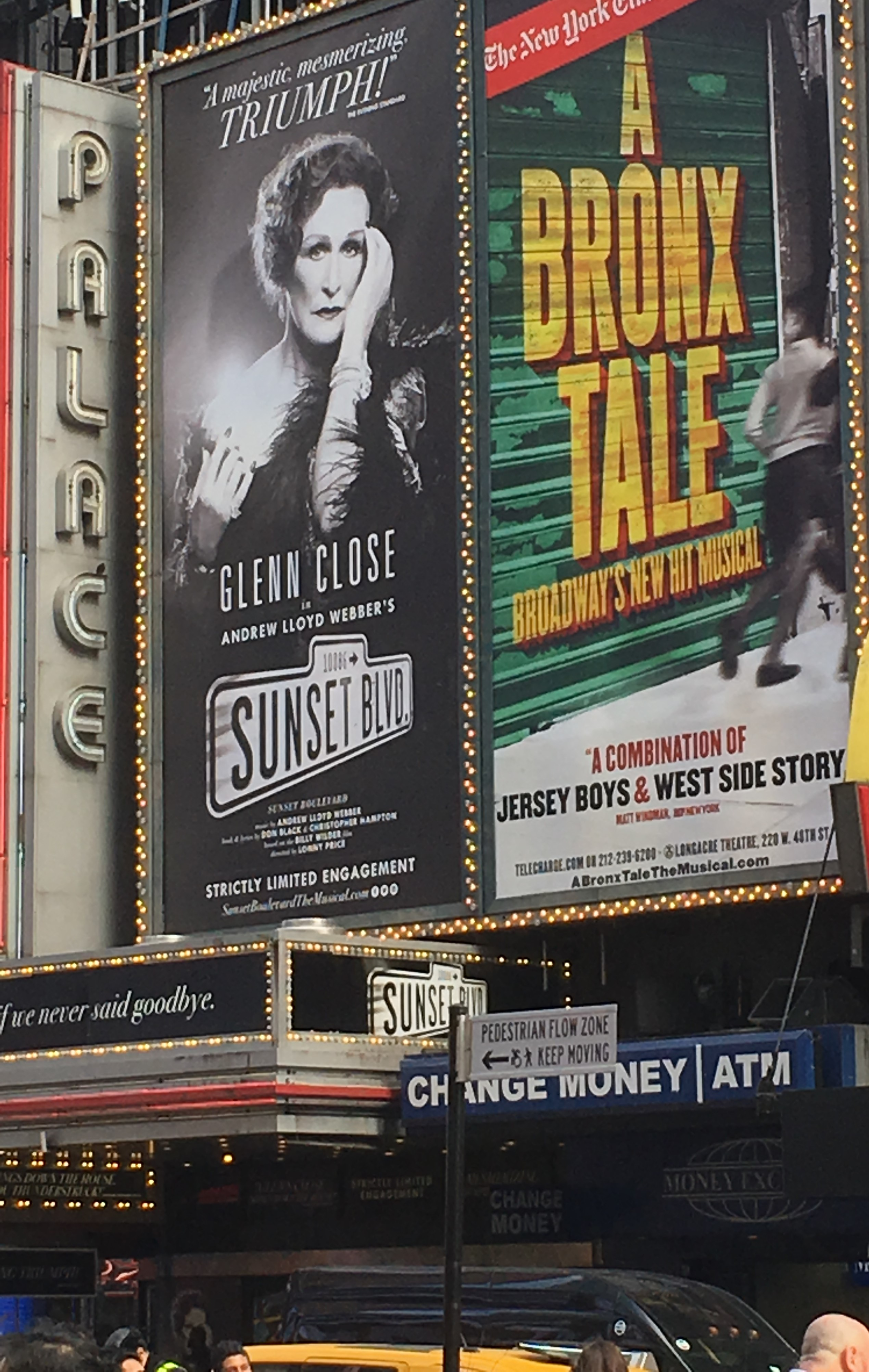
Després del revival del Sunset Boulevard per part de l' English National Opera del 2016 al London Coliseum, el 2017 la producció es va transferir al Palace Theatre de Broadway (a la foto) de la ciutat de Nova York

L'1 de març de 2011, The Wizard of Oz es va estrenar al Palladium Theatre, amb Hope com a Dorothy i Michael Crawford com a Wizard. El 2012, Lloyd Webber va afrontar un nou show a la ITV en horari estel·lar per a Superstar que va donar el públic del Regne Unit l'oportunitat de decidir qui jugaria el paper principal de Jesús en una gira de concerts de Jesus Christ Superstar. La gira va començar el setembre del 2012 i també va protagonitzar l'humorista Tim Minchin com a Judes Iscariot, l'ex Spice Girl Melanie C com a Maria Magdalena i el DJ de la BBC Radio 1 Chris Moyles com a Rei Herodes. Les entrades per a la majoria de locals es van vendre a la venda el 18 de maig de 2012.
El 2013, Lloyd Webber es va reunir amb Christopher Hampton i Don Black on Stephen Ward the Musical. Per al seu proper projecte, una  adaptació musical de la pel·lícula School of Rock del 2003 es van fer audicions per a nens de nou a quinze anys en col·laboració amb el programa d'educació musical de la School of Rock, que va ser anterior a la pel·lícula per diversos anys.
L'abril de 2016, l'English National Opera va representar un revival de Sunset Boulevard al London Coliseum. La producció semi-posada en escena, dirigida per Lonny Price, va portar a Glenn Close a reprendre el seu rol estrella com a "Norma Desmond", que va ser la primera vegada que va fer el paper a Londres; havia originat el paper a Los Angeles el desembre de 1993 i després a Broadway el novembre de 1994 (que li va valer el premi Tony 1995 a la millor actriu musical). El revival londinenc del 2016 va ser tan ben rebut que la producció es va traslladar al Palace Theatre de Broadway el febrer de 2017, cosa que va convertir Lloyd Webber en el primer compositor de teatre musical des de 1953 que va comptar amb quatre musicals simultàniament a Broadway, una gesta que els seus herois Rodgers i Hammerstein ho havia aconseguit anteriorment.
Les memòries de Lloyd Webber, Unmasked, es van publicar el 2018. El 9 de setembre de 2018, Lloyd Webber, juntament amb Tim Rice i John Legend, van guanyar cadascun un Premi Emmy per Jesus Christ Superstar Live in ConcertAmb aquesta victòria, Lloyd Webber, Rice i Legend es van unir a la llista de persones que han guanyat els premis Oscar, Emmy, Grammy i Tony. Lloyd Webber va escriure la cançó " Beautiful Ghosts " amb Taylor Swift per a l'adaptació cinematogràfica de Cats, produïda per Greg Wells i estrenada el desembre del 2019. En una entrevista a l'agost del 2020, Lloyd Webber va titllar la pel·lícula de "ridícula" pel fet que va canviar el musical: "El problema de la pel·lícula era que Tom Hooper va decidir que no volia que hi participés ningú que estigués implicat en el espectacle original." Va dir que veure la pel·lícula li va provocar comprar un gos.

### 2020s
La nova versió de Lloyd Webber de Cinderella va obrir-se al West End de Londres el 2021. L'obertura, que inicialment s'havia de fer l'agost del 2020, es va retardar a causa de la pandèmia COVID-19. Lloyd Webber va escriure: "Emerald Fennell ha escrit alguna cosa veritablement emocionant i original, i en el moment que vaig llegir el seu esbós vaig saber que havia trobat el meu darrer col·laborador." Va atreure l'atenció de la premsa el juliol de 2021 per dir que estava "preparat per ser arrestat" per obrir la Ventafocs a ple, tot i augmentar els casos de Covid i desafiant els consells del Govern. S'ha suggerit una funció del 2021 a Variety:
| « | Lloyd Webber, amb 73 anys, sembla haver estat reanimat de manera creativa els darrers anys. Tant School of Rock com la Cinderella li van valer algunes de les millors crítiques de la seva carrera i van tenir una lleugeresa i enginy que li faltaven al seu treball. Van arribar després d'un esgotador període al desert, caracteritzat per fracassos, decepcions i passos erronis. ... Semblava, durant un temps, que la fórmula de Lloyd Webber, que es basava en melodies desoladores, ràpides i enlluernadores, s'havia tornat obsoleta. | » |

## Vida personal
Lloyd Webber s'ha casat tres vegades. Es va casar per primera vegada amb Sarah Hugill el 24 de juliol de 1971 i es van divorciar el 14 de novembre de 1983. Junts van tenir dos fills, una filla i un fill:
- Imogen Lloyd Webber (nascuda el 31 de març de 1977)
- Nicholas Lloyd Webber (nascut el 2 de juliol de 1979)

Després es va casar amb la cantant Sarah Brightman el 22 de març de 1984 a Hampshire. Brightman va interpretar el paper principal del seu The Phantom of the Opera, entre altres papers destacats. Es van divorciar el 3 de gener de 1990.
En tercer lloc, es va casar amb Madeleine Gurdon a Westminster el 9 de febrer de 1991. Tenen tres fills, dos fills i una filla, tots ells nascuts a Westminster :
- Alastair Adam Lloyd Webber (nascut el 3 de maig de 1992)
- William Richard Lloyd Webber (nascut el 24 d'agost de 1993)
- Isabella Aurora Lloyd Webber (nascuda el 30 d'abril de 1996).

Lloyd Webber i la seva tercera esposa Madeleine van fundar el Watership Down Stud el 1992. El 1996 van ampliar les seves propietats eqüestres comprant Kiltinan Castle Stud a prop de Fethard, al comtat de Tipperary, Irlanda
En una entrevista del 1971 amb The New York Times, Lloyd Webber va dir que era un agnòstic. També va dir que considera Jesús com "una de les grans figures de la història"
És seguidor de tota la vida del club de futbol Leyton Orient F.C., amb seu a Londres, igual que el seu germà petit Julian.
The Sunday Times Rich List 2006 el va classificar com el 87è home més ric de la Gran Bretanya amb una fortuna estimada de 700 milions de lliures esterlines. La seva riquesa va augmentar fins als 750 milions de lliures el 2007, però la publicació el va situar en la 101a posició el 2008 The Sunday Times Rich List del 2019 el va classificar com el músic més ric del Regne Unit (superant a Paul McCartney) amb una fortuna de 820 milions de lliures esterlines. Viu a Sydmonton Court, Hampshire, i posseeix gran part de Watership Down.
Lloyd Webber és un col·leccionista d'art, amb una passió per la pintura victoriana. Una exposició d'obres de la seva col·lecció es va presentar a la Royal Academy el 2003 amb el títol Pre-Raphaelite and Other Masters – The Andrew Lloyd Webber Collection. El 2006, Lloyd Webber planejava vendre Retrat d'Angel Fernández de Soto de Pablo Picasso en benefici de la Fundació Andrew Lloyd Webber. El novembre del 2006, va retirar el quadre de la subhasta després de declarar que l'anterior propietari havia estat obligat a vendre'l sota coacció a l'Alemanya nazi. Es va arribar a un acord extrajudicial, on la fundació conservava els drets de propietat. El 23 de juny de 2010, el quadre es va vendre en una subhasta per 34,7 milions de lliures esterlines a un licitador anònim.
Lloyd Webber va ser nomenat par vitalici conservador el 1997; no obstant això, a finals del 2015, només havia votat 33 vegades. Políticament, Lloyd Webber ha donat suport al Partit Conservador del Regne Unit, permetent que la seva cançó "Take That Look Off Your Face" s'utilitzi en una pel·lícula promocional del partit vista per aproximadament un milió de persones abans de les eleccions generals del 2005. L'agost de 2014, Lloyd Webber va ser un dels 200 personatges públics que van signar una carta a The Guardian oposant-se a la independència d'Escòcia en el període previ al referèndum de setembre sobre aquesta qüestió.
El juliol de 2021, va dir a Good Morning Britain que no votaria mai més pels conservadors, a causa del seu tractament de la pandèmia de COVID-19 i del mal tractament del sector artístic durant aquest temps.
L'octubre de 2015, Lloyd Webber va participar en una disputada votació de la Cambra dels Lords sobre les retallades proposades als crèdits fiscals, votant amb el Govern a favor del pla. Lloyd Webber va ser denunciat pels seus crítics perquè va volar des de l'estranger en el seu avió personal per votar, quan el seu historial de vot era escàs. L'octubre de 2017, Lloyd Webber es va retirar de la Cambra dels Lords, afirmant que la seva atrafegada agenda era incompatible amb les exigències del Parlament que considerava la propera legislació crucial del Brèxit.
A finals de 2009, Lloyd Webber va sotmetre's una cirurgia per a les primeres etapes d'un càncer de pròstata, però va haver de ser readmès a l'hospital amb infecció postoperatòria al novembre. El gener del 2010, va declarar que no tenia càncer. Es va retirar completament la pròstata com a mesura preventiva.

### Honors
Lloyd Webber va ser fet cavaller en els Honors de l'Aniversari de 1992 pels serveis a les arts. Als Honors de Cap d'any de 1997 se' va crear parell vitalici com el baró Lloyd-Webber, de Sydmonton al comtat d'Hampshire. El tractament és Lord Lloyd-Webber; el títol està guionitzat, tot i que el seu cognom no ho és. Va seure com a membre conservador de la Cambra dels Lords fins a la seva retirada de la Cambra el 17 d'octubre de 2017.
El Dia de Sant Jordi de 2024 va ser nomenat Cavaller Company del Molt Noble Orde de la Lligacama pel rei Carles III.

## Acusacions de plagi
Entre les acusacions de plagi que ha rebut Lloyd Webber, el compositor holandès Louis Andriessen va afirmar que: "encara no ha pensat cap nota; de fet, el pobre no ha inventat mai cap nota per ell mateix. És més aviat pobre." El biògraf de Lloyd Webber, John Snelson, va reconèixer una similitud entre la moviment andante del Concert per a violí en mi menor de Mendelssohn i la cançó "I Don't Know How to Love Him" de Jesus Christ Superstar, però vaig escriure que Lloyd Webber:
| « | ... aporta una nova tensió dramàtica a la melodia original de Mendelssohn a través de les confuses emocions de Maria Magdalena. El tema inicial pot ser Mendelssohn, però el tractament rítmic i harmònic juntament amb les noves línies de desenvolupament melòdic molt eficaç són de Lloyd Webber. La cançó funciona per si mateixa, tal com poden demostrar els seus intèrprets i públic. | » |

Una acusació de plagi de 1971 va considerar l' àlbum Meddle de Pink Floyd. El sisè tema de l'àlbum, "Echoes", té un riff en el qual Lloyd Webber suposadament basaria el riff d'orgue inicial a "The Phantom of the Opera". Els dos riffs comparteixen notes molt similars i l'ordre de les notes interpretades. El riff d'orgue de tub de Lloyd Webber de "Phantom of the Opera" toca D, C ♯, C, B, A ♯, i després ascendeix A ♯, B, C, C ♯, els "Ecos" de D. Pink Floyd toquen C ♯, C, B, A ♯, A, després ascendent A, A ♯, B, C, C ♯. El baixista de Pink Floyd i vocalista Roger Waters ho va assenyalar i va dir que "probablement es podia actuar", però va afirmar que no li importava portar-lo als tribunals.
Observant similituds entre "The Music of the Night" de Lloyd Webber i una melodia recurrent a l'òpera de Giacomo Puccini de 1910, La fanciulla del West, el 1987 la finca Puccini va presentar una demanda contra Lloyd Webber, acusant el del plagi. El cas es va resoldre extrajudicialment, però els detalls no es van fer públics. El compositor Ray Repp va afirmar en un cas judicial que Lloyd Webber havia robat una melodia de la seva pròpia cançó "Till You", però el tribunal va decidir a favor de Lloyd Webber.

## Obres
| - The Likes of Us (1965) - : Lletres de Tim Rice - : Llibret de Leslie Thomas - : No produït fins al 2005 - Joseph and the Amazing Technicolor Dreamcoat (1968) - : Lletres de Tim Rice - Jesus Christ Superstar (1970) - : Lletres de Tim Rice - Jeeves (1975) - : Llibret i lletres de Alan Ayckbourn - : Revisat in 1996 as By Jeeves - Evita (1976) - : Lletres de Tim Rice - Tell Me on a Sunday (1979) - : Lletres de Don Black - Cats (1981) - : Lletres basades en Old Possum's Book of Practical Cats de T. S. Eliot - : Lletres addicionals de Richard Stilgoe i Trevor Nunn - Song and Dance (1982) - : Lletres de Don Black (Revisat by Richard Maltby, Jr. for Broadway) - : Combination de Variations (1978) i Tell Me on a Sunday (1979) - Starlight Express (1984) - :Lletres de Richard Stilgoe - :Revisions posteriors de Don Black i David Yazbek - :Inspirat pels llibres The Railway Series del Rev. W. Awdry. | - Cricket (1986) - :Lletres de Tim Rice - : Primera actuació pel 60è aniversari de la Elisabet II - The Phantom of the Opera (1986) - : Lletres de Charles Hart - : Lletres addicionals de Richard Stilgoe - : Llibret de Richard Stilgoe i Andrew Lloyd Webber - : Basat en la novel·la de Gaston Leroux - Aspects of Love (1989) - : Lletres de Don Black i Charles Hart - : Llibret de Andrew Lloyd Webber - : Basat en la novel·la de David Garnett - Sunset Boulevard (1993) - : Llibret i lletres de Christopher Hampton and Don Black - : Basat en la pel·lícula de Billy Wilder (1950) - Whistle Down the Wind (1996) - : Lletres de Jim Steinman - : Llibret de Patricia Knop, Andrew Lloyd Webber i Gale Edwards - The Beautiful Game (2000) - : Llibret i lletres de Ben Elton - : Adaptat com The Boys in the Photograph (2009) - The Woman in White (2004) - : Lletres de David Zippel - : Llibret de Charlotte Jones - : Basat en la novel·la de Wilkie Collins - : Basat en parts del conte curt The Signal-Man de Charles Dickens | - Love Never Dies (2010) - : Llibret i lletres de Glenn Slater - : Llibret de Ben Elton & Frederick Forsyth - : Lletres addicionals de Charles Hart - The Wizard of Oz (2011) - : Llibret d'Andrew Lloyd Webber & Jeremy Sams - : Música de Harold Arlen - : Lletres de E.Y. Harburg - : Música addicional d'Andrew Lloyd Webber - : Lletres addicionals de Tim Rice - : Basat en la pel·lícula The Wizard of Oz - : Basat en la novel·la The Wonderful Wizard of Oz de L. Frank Baum - Stephen Ward (2013) - : Llibret i lletres de Christopher Hampton i Don Black - School of Rock (2015) - : Lletres de Glenn Slater - : Llibret de Julian Fellowes - : Basat en 2003 film - Cinderella (2021) - : Lletres de David Zippel - : Llibret de Emerald Fennell - : Basat en el conte clàssic |

## Premis

### Premis de l'Acadèmia
- 1996: Millor cançó original per "You Must Love Me" d'Evita (premi compartit amb Tim Rice)
  - 1973 - Una nominació a la millor partitura i adaptació de la cançó original : Jesus Christ Superstar
  - 2004 - Una nominació a la millor cançó original: "Learn to Be Lonely" de la pel·lícula The Phantom of the Opera

### Globus d'Or
- 1997 : Millor cançó original per "You Must Love Me" d' Evita (premi compartit amb Tim Rice)
  - Dues nominacions més a la millor cançó original: "Learn to Be Lonely" de la pel·lícula The Phantom of the Opera i " Beautiful Ghosts " de Cats.

### Premis Emmy
- 2018: Especial de varietats excepcional (en directe) per a Jesus Christ Superstar Live in Concert

### Premis Grammy
- 1980: Millor àlbum de repartiment per a Evita
- 1983: Millor àlbum de repartiment per a Cats
- 1986: Millor composició contemporània pel Requiem
- 1990: Premi Grammy Legend

### Premis Tony
- 1980: Millor musical per Evita
- 1980: Millor banda sonora original per Evita (premi compartit amb Tim Rice)
- 1983: Millor musical per Cats
- 1983: Millor banda sonora original per Cats (premi compartit pòstumament amb T.S. Eliot)
- 1988: Millor musical per The Phantom of the Opera
- 1995: Millor musical per Sunset Boulevard
- 1995: Millor banda sonora original per Sunset Boulevard (premi compartit amb Christopher Hampton) (aquell any no hi van haver més nominats en aquesta categoria)
- 2018: Èxits assolits en una vida al teatre

### Premis Olivier
- 1978: Millor musical per Evita
- 1981: Millor musical per Cats
- 1986: Millor musical per The Phantom of the Opera
- 2008: Premi Especial de la Societat
- Tres premis de producció més
- 2018: Premi a la vida

### Altres premis
- 1988: Premi Drama Desk a les orquestracions destacades per The Phantom of the Opera
- 1993: Estrella al passeig de la fama de Hollywood per a teatre en directe
- 1995: Praemium Imperiale
- 1995: Saló de la Fama dels Compositors[110]
- 2006: Honorat pel Centre Kennedy
- 2008: Premi Brit a la seva contribució destacada a la música
- 2008: Premi Woodrow Wilson al servei públic[111]
- 2009: American Theatre Hall of Fame.[112]
- 2019: Golden Plate Award of the American Academy of Achievement[113][114]
- 2020: Premi Golden Raspberry al pitjor guió per Cats (compartit amb Lee Hall, Tom Hooper and T. S. Eliot)
- 14 premis Ivor Novello de l'Acadèmia Britànica de Cantautors, Compositors i Autors [110]

## Adaptacions cinematogràfiques
Hi ha hagut diverses adaptacions cinematogràfiques dels musicals de Lloyd Webber: Jesus Christ Superstar (1973), dirigida per Norman Jewison; Evita (1996), dirigida per Alan Parker; The Phantom of the Opera (2004), dirigida per Joel Schumacher i coproduïda per Lloyd Webber; i Cats (2019), dirigida per Tom Hooper i amb producció executiva de Lloyd Webber. Cats (1998), Joseph and the Amazing Technicolor Dreamcoat (1999), Jesus Christ Superstar (2000) i By Jeeves s'han adaptat a pel·lícules destinades a la televisió que s'han estrenat en DVD i VHS i que sovint s'emeten a la BBC.
Una representació especial de The Phantom of the Opera at the Royal Albert Hall pel 25è aniversari es va retransmetre en directe als cinemes a principis d'octubre de 2011 i es va publicar posteriorment en DVD i Blu-ray el febrer de 2012. El mateix també es va fer amb una versió reelaborada de Love Never Dies.. Rodada a Melbourne, Austràlia, va rebre una estrena de cinema limitada als Estats Units i al Canadà el 2012, per veure si seria viable portar l'espectacle a Broadway .

## Altres treballs
- The Odessa File (1974) – Partitura de la pel·lícula
- Variations (1978) – Conjunt de variacions musicals del 24è Caprici en la menor de Niccolò Paganini en la menor que Lloyd Webber va compondre per al seu germà, el violoncel·lista Julian. Aquest àlbum va comptar amb quinze músics de rock, inclòs el guitarrista Gary Moore i el pianista Rod Argent, i va arribar al número 2 de la llista d'àlbums del Regne Unit en sortir. Més tard es va combinar amb Tell Me on a Sunday per formar un espectacle, Song and Dance. Lloyd Webber també va utilitzar la variació cinc com a base per a Unexpected Song a Song and Dance. El tema principal s'utilitza com a tema musical de The South Bank Show.
- Requiem (1985) – obra coral clàssica composta en honor del seu pare, William.
- Watership Down (1999) – Lloyd Webber i Mike Batt, compositor principal de la banda sonora de l'adaptació de la sèrie animada de la novel·la del mateix nom de Richard Adams, van compondre la cançó "Fields of Sun". La cançó real mai no es va fer servir al programa ni estava disponible a la banda sonora del CD que es va publicar en aquell moment. No obstant això, encara se li atribuïa la cançó no utilitzada als primers títols del programa.

## Discografia

### Musicals
- The Likes of Us (1965)
- Joseph and the Amazing Technicolor Dreamcoat (1968)
- Jesus Christ Superstar (1970)
- Jeeves (1975)
- Evita (1976)
- Tell Me on a Sunday (1979)
- Cats (1981)
- Song and Dance (1982)
- Starlight Express (1984)
- The Phantom of the Opera (1986)
- Aspects of Love (1989)
- Sunset Boulevard (1993)
- Whistle Down the Wind (1998)
- The Beautiful Game (2000)
- The Woman in White (2004)
- Love Never Dies (2010)
- The Wizard of Oz (2011)
- Stephen Ward (2013)
- School of Rock (2015)
- Cinderella (2021)

### Altres
- Variations (1978)
- Requiem (1985)